# Zimmer mit Aussicht
Zimmer mit Aussicht (im englischen Original A Room with a View) ist ein Roman von E. M. Forster aus dem Jahr 1908. Er erzählt die Geschichte einer jungen Engländerin, Lucy Honeychurch, die während eines Aufenthalts in Italien einen unkonventionellen jungen Mann, George Emerson, kennenlernt und sich in ihn verliebt. Gesellschaftliche Konventionen und ihre Erziehung hindern sie jedoch daran, ihre wahren Gefühle zu erkennen, und sie geht nach ihrer Rückkehr nach England zunächst eine Verlobung mit einem anderen Mann ein. Erst nach einer erneuten Begegnung mit George und vielen Verwicklungen erkennt Lucy, dass sie George liebt. Am Ende findet Lucy den Mut, Liebe und Leidenschaft über gesellschaftliche Konventionen und Erwartungen zu setzen.
Die Handlung des Romans spielt in Italien und England; sie ist gleichzeitig eine romantische Liebesgeschichte und eine Kritik der englischen Gesellschaft am Anfang des 20. Jahrhunderts. Zimmer mit Aussicht wird zusammen mit anderen Romanen von E. M. Forster zu den bedeutenden englischen Romanen zu Beginn des 20. Jahrhunderts gezählt. Besonders bekannt ist die Verfilmung des Romans durch Merchant Ivory Productions mit Helena Bonham Carter, Julian Sands und Daniel Day-Lewis in den Hauptrollen.

## Inhalt

### Teil 1
Eine junge Engländerin, Lucy Honeychurch, und ihre Cousine Charlotte Bartlett, die gleichzeitig als ihre Anstandsdame mitreist, sind Anfang des 20. Jahrhunderts als Touristinnen in Italien unterwegs. Die Handlung setzt in der Pension Bertolini in Florenz ein, wo Lucy und Charlotte ankommen und enttäuscht feststellen müssen, dass sie nicht die bei der Buchung versprochenen Zimmer mit Aussicht auf den Arno haben. Zwei der Mitgäste der Pension, George Emerson und sein Vater, bieten an, die Zimmer zu tauschen, was Charlotte sofort ablehnt, weil sie darin eine Verpflichtung gegenüber möglicherweise unpassenden Mitgästen wittert. Erst nach der Vermittlung durch einen weiteren Pensionsgast, den anglikanischen Geistlichen Mr. Beebe, nehmen sie das Angebot an.
Da die anderen Pensionsgäste die Emersons als nicht standesgemäß und zu unkonventionell meiden, versucht Lucy den beiden aus dem Weg zu gehen, aber sie begegnet ihnen dennoch. So trifft sie die beiden zufällig bei der Besichtigung der Kirche Santa Croce. Als sie allein Florenz erkundet, wird sie zufällig Zeugin eines Streits zwischen Italienern, der in einem tödlichen Messerangriff endet. Der Anblick schockt sie so sehr, dass sie ohnmächtig wird. In dieser Situation wird sie von George Emerson gefunden. Die beiden machen schließlich eine Pause am Arno, wo sie sich über das Vorgefallene unterhalten. George, der bisher schweigsam und melancholisch wirkte, kündigt an, dass er ab sofort leben möchte. Lucy bittet George, über den Vorfall zu schweigen, da sie fürchtet, dass ihr Verhalten nicht dem üblichen Anstand für eine junge Frau entsprochen hat.
Der örtliche Pastor der englischen Gemeinde in Florenz, Mr. Eager, und Mr. Beebe organisieren einen Ausflug für die Gäste der Pension Bertolini: Lucy, Charlotte, die Emersons und Miss Lavish, eine Schriftstellerin. Nach einer Kutschfahrt mit italienischen Fahrern über Land pausieren sie außerhalb von Florenz bei einer malerischen Aussicht. Die Gruppe teilt sich dabei in kleinere Grüppchen auf. Da Charlotte lieber Zeit mit ihrer neu gewonnenen Freundin, dem Pensionsgast Eleanor Lavish, verbringen möchte, versucht sie Lucy loszuwerden, indem sie Lucy zu den beiden Geistlichen schickt. Auf der Suche nach Mr. Beebe und Mr. Eager wird Lucy aufgrund von Verständigungsschwierigkeiten von den italienischen Fahrern zu George geschickt. Sie taucht bei George inmitten eines Blumenfelds so überraschend auf, dass er jede Zurückhaltung vergisst, sie in den Arm nimmt und küsst. In diesem Augenblick erscheint jedoch Charlotte, die sie umgehend trennt und zum Aufbruch zurück zur Pension drängt. Die Gruppe fährt mit der Kutsche zurück, während George zu Fuß folgen will, obwohl er dadurch in ein Gewitter gerät.
Zurück in der Pension drängt Charlotte Lucy zur sofortigen Abreise nach Rom. Während Lucy packt, spricht Charlotte mit dem inzwischen eingetroffenen George und ermahnt ihn zum Stillschweigen über diesen „Vorfall“. Lucy und Charlotte wollen nach Rom fahren, wo sie einen Bekannten, Cecil Vyse, und seine Mutter treffen wollen.

### Teil 2
Der zweite Teil des Romans setzt in England wieder ein, in Windy Corner, dem Anwesen der Familie Honeychurch in Surrey. Lucy ist von ihrem Urlaub in Italien zum Heim ihrer Familie zurückgekehrt. Cecil ist inzwischen häufiger Gast der Familie und macht Lucy einen Heiratsantrag (zum dritten Mal), den sie diesmal akzeptiert.
Lucy hört von einem Nachbarn, Sir Harry, dass er für sein leerstehendes Häuschen neue Mieter sucht und schlägt zwei Schwestern vor, die Miss Alans, die Charlotte und Lucy in der Pension Bertolini kennengelernt haben und die auf der Suche nach einem neuen Heim sind. Lucys Vermittlungen werden schließlich aber von Cecil durchkreuzt. Er hat die Emersons zufällig im Museum in London getroffen und vermittelt sie als boshaften Streich an Sir Harry, weil er den versnobten Herrn mit unkonventionellen und aus seiner Sicht unpassenden Mietern ärgern will. Lucy ist über die Nachricht, dass die Emersons statt der Miss Alans in das freie Haus einziehen werden, sehr verärgert. Sie ist aber vor allem besorgt, wie sie sich nun George gegenüber verhalten soll, wenn sie zum ersten Mal seit dem Italienurlaub aufeinander treffen.
Als die Emersons einziehen, machen sie zunächst Bekanntschaft mit Freddie Honeychurch, Lucys Bruder, und sie treffen Mr. Beebe wieder, der der Pfarrer für die Gemeinde der Honeychurches ist. Freddie macht spontan den Vorschlag, im Teich in der Nähe zu baden, worauf George und Mr. Beebe eingehen. Die drei Männer werden beim gemeinsamen Bad immer übermütiger, was schließlich darin gipfelt, dass sie mit ihrer abgelegten Kleidung Fußball spielen. In diesem Augenblick kommt eine Gruppe von Spaziergängern vorbei, die aus Cecil, Lucy und ihrer Mutter besteht, die von dem Anblick peinlich berührt sind. Für Lucy ist es eine unerwartete erste Begegnung mit George.
Nachdem Freddie George zum Tennis eingeladen hat, ist George zum ersten Mal bei der Honeychurch-Familie zu Besuch. Nach dem Tennisspiel liest Cecil den anderen Gästen des Hauses aus einem Roman vor, über dessen schlechte Qualität er sich lustig machen möchte. Während der Lesung wird Lucy und George schnell deutlich, dass die vorgelesene Szene ihren Kuss während des Ausflugs in Florenz beschreibt. Sie werden beide sehr verlegen, sagen aber nichts dazu. Als die Besuchergruppe vom Garten ins Haus gehen will, nutzt George einen unbeobachteten Moment, um Lucy erneut zu küssen.
Lucy zieht sich aufgewühlt in ihr Zimmer im Haus zurück und berät mit Charlotte, die zu Besuch ist, was zu tun ist. Außerdem macht sie Charlotte heftige Vorwürfe, denn der Roman muss von Eleanor Lavish stammen, die ihren Kuss in ihrem Roman verarbeitet hat. Die Information dazu kann nur von Charlotte stammen, die jedoch Lucy auf absolutes Schweigen verpflichtet hat, sich selbst aber nicht daran gehalten hat. Charlotte und Lucy bitten George um ein Gespräch, währenddessen George Lucy leidenschaftlich seine Liebe gesteht. Lucy beharrt darauf, dass sie mit Cecil verlobt ist und ihn liebt und schickt George fort. Am selben Abend löst sie jedoch ihre Verlobung mit Cecil, jedoch nicht ohne zu betonen, dass es nicht an einem anderen Mann liegt.
Lucy versucht nun, einer weiteren Begegnung mit George aus dem Weg zu gehen, und will sich deshalb den Miss Alans anschließen, die eine Urlaubsreise nach Griechenland planen. Als sie mit ihrer Mutter aus London zurückkehrt, wo sie mit den Miss Alans die Details der Griechenlandreise besprochen hat, fahren sie zu Mr. Beebe, um dort Charlotte abzuholen. Charlotte und Lucys Mutter gehen in die Kirche nebenan; Lucy bleibt zurück, weil sie lieber im Haus von Mr. Beebe warten möchte. Dort trifft sie im Studierzimmer auf Mr. Emerson. Im Laufe des Gespräches mit ihm erfährt sie, wie sehr George in sie verliebt ist und dass er wegziehen wird, um sie nicht mehr sehen zu müssen. Lucy gibt schließlich zu, dass sie sich von Cecil getrennt hat. Mr. Emerson sagt ihr auf den Kopf zu, dass sie in George verliebt ist und dass sie den Mut haben sollte, dies allen zu sagen. Lucy geht ein Licht auf, und sie versteht endlich ihre eigenen Gefühle.
Der Roman endet mit George und Lucy – inzwischen verheiratet – in der Pension Bertolini, wo sie ihre Flitterwochen verbringen.

### Anhang
Spätere Ausgaben von Room with a View haben als Anhang Forsters Text View without a Room, ein Text, den Forster ursprünglich 1958 im Observer und im New York Times Book Review veröffentlicht hat. Der Anhang berichtet vom weiteren Schicksal von George, seinem Vater, Lucy und der Familie Honeychurch.
Lucy und George haben drei Kinder; Mr Emerson senior lebt bis zu seinem Tod bei den beiden. George ist im Ersten Weltkrieg Kriegsdienstverweigerer, was die Familie in Schwierigkeiten und finanzielle Nöte stürzt, weil George seine Anstellung bei der britischen Eisenbahn verliert. Lucys Bruder Freddie ist aus finanziellen Gründen gezwungen, nach dem Tod der Mutter Windy Corner zu verkaufen, so dass für die Emersons auch die Möglichkeit verschwindet, dort leben zu können. Im Zweiten Weltkrieg meldet sich George sofort als Freiwilliger und steigt bis zum Rang des Corporals auf, und er entdeckt, dass es noch andere Frauen als Lucy gibt. Lucy wird während des Kriegs wie ihre Tochter ausgebombt und verliert ihre Habe. Während des Kriegs kommt er auch durch Florenz, findet die Pension Bertolini, den Ort ihres Kennenlernens aber nicht wieder. Er berichtet Lucy, dass die Aussicht noch da ist, aber das Zimmer dazu nicht mehr zu finden ist.
Forster gibt außerdem vor, dass er über einen Bekannten von Cecil Vyse gehört hat. Während des Ersten Weltkriegs war Cecil wohl im Geheimdienst beschäftigt. Forster erzählt, dass er auf einer Party außerhalb von Alexandra von einem Typ gehört hat, der Beethovens Musik als akzeptabel für englische Partys klassifiziert hat, denn Beethoven sei gar kein verhasster Deutscher, sondern Belgier – genau diese Art von hinterhältigen Witz sei typisch für Cecil.

## Form

### Literarische Gattung
Zimmer mit Aussicht ist oft als Bildungsroman klassifiziert worden, der Lucys mentale und emotionale Entwicklung beschreibt. Lucy wird im Roman als eine möglicherweise leidenschaftliche Person geschildert, deren Natur durch konventionelle Erziehung verschleiert wird. Durch ihre Erlebnisse in Italien lernt sie, spontaner zu sein und mehr ihren eigenen Gefühlen zu trauen, als auf das zu setzen, was „anständig“ ist. Außerdem ist Zimmer mit Aussicht auch eine Liebesgeschichte mit konventionellem (glücklichen) Ende sowie soziale Komödie und Satire des Verhaltens englischer Touristen in Italien. Zimmer mit Aussicht geht aber über eine romantische Komödie hinaus: Forster nutzt den Fortgang der Handlung, um utopische Ideale wie Liebe und Kameradschaft, Wahrheit und Leidenschaft einzuführen und gegen soziale Konventionen und Erwartungen zu argumentieren.

### Orte und Zeit der Handlung
Die Handlung spielt in Italien und England Anfang des 20. Jahrhunderts und vor dem Ersten Weltkrieg. Eines der wichtigsten Themen, die sich durch den Roman ziehen, ist der Kontrast zwischen englischer Steifheit und italienischer Natürlichkeit. Es gibt im ersten Teil, der in Italien spielt, eine Vielzahl von Anspielungen an italienische Malerei, Skulptur und Architektur, an klassische Mythologie und darüber hinaus an Sonne, Leben und Liebe. Es ist kein simpler Kontrast, in dem England nur negativ und Italien nur positiv belegt sind, sondern Forsters Ansatz ist komplexer. So ist die Pension Bertolini ein eher zweifelhaftes Etablissement (geleitet von einer englischen „Signora“, die Cockney spricht); Lucy trifft ferner in Italien nicht nur auf Schönheit, sondern auch auf Gewalt. Forsters Hauptanliegen bei der Darstellung Italiens ist, die Schwächen der englischen Kultur durch den Kontrast mit Italien herauszuarbeiten.

### Themen
Vor allem im ersten Teil ist der Tourismus ein Thema; die englischen Touristen in Italien werden von Forster ironisch porträtiert. Forster geht in Zimmer mit Aussicht aber über eine bloße Parodie des englischen Touristen hinaus, denn er zeigt mit dem Roman auch, wie eine Figur wie Lucy durch ihre Erfahrungen in einer anderen Kultur sich zu Hause, in ihrer eigenen Kultur, weiterentwickelt.

### Literarische Anspielungen
Cecil zitiert einige nicht näher zugeordnete Strophen („Come down, O maid, from yonder mountain height“ etc.). Sie stammen aus Alfred Tennysons Ballade The Princess.
Nach der Lösung ihrer Verlobung mit Cecil singt Lucy ein Lied aus The Bride of Lammermoor (dt. Die Braut von Lammermoor) von Sir Walter Scott. Das Lied endet mit den Zeilen 'Vacant heart, and hand, and eye,-/Easy live and quiet die'. Die Braut von Lammermoor handelt von einer jungen Frau, die in eine Verlobung mit einem ungewollten Mann gedrängt wird.

## Stellung in der Literaturgeschichte

### Einordnung in das Werk des Autors

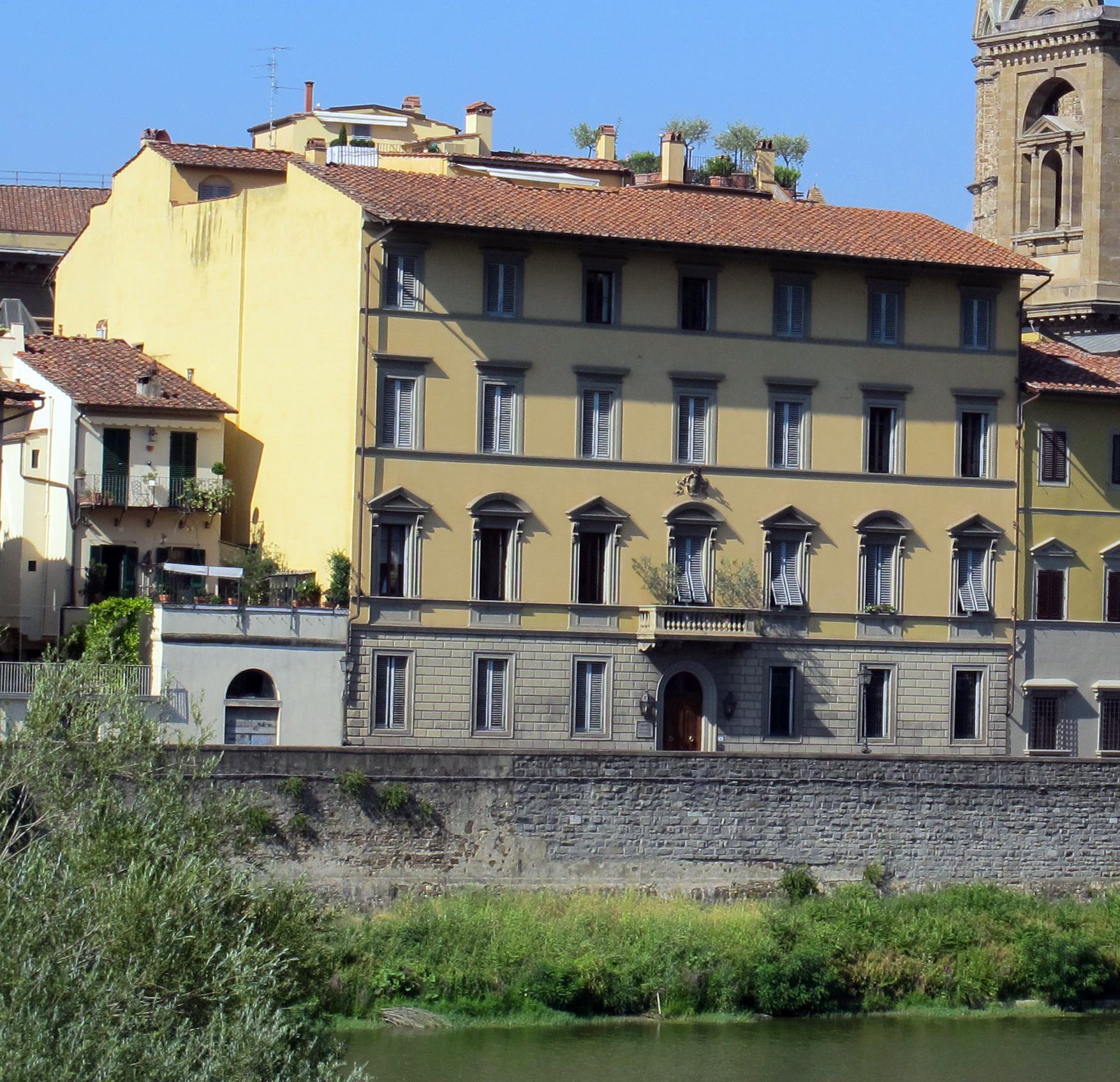
Forster machte 1901, 1902 und 1903 Station in der Pensione Jennings Riccioli in Florenz.
(Aufnahme aus dem Jahr 2013)

E. M. Forster begann den Roman Room with a View um 1902 und beendete ihn erst 1908. In der Zwischenzeit schrieb und veröffentlichte er die Romane Where Angels Fear to Tread (1905) und The Longest Journey (1907). In Room with a View und Where Angels Fear to Tread verarbeitete Forster seine Erlebnisse als englischer Tourist in Italien. Lucys Tour durch Italien ähnelt der Tour, die Forster selbst durch Italien unternommen hat. Forster verarbeitete in Room with a View und Where Angels Fear to Tread nicht nur seine Erlebnisse, sondern nutzte die Romane auch, um die Gegensätze zwischen dem englischen und italienischen Lebensstil herauszuarbeiten. In den Romanen The Longest Journey und dem späteren Howards End (1910) ist Forsters Auseinandersetzung mit englischen Normen und Sitten noch kritischer.

### Stellung in der Literaturgeschichte
Forster ist ein Zeitgenosse von Modernisten wie D. H. Lawrence oder James Joyce, verwendet aber noch einen realistischen Erzählstil. Zimmer mit Aussicht zählt zu den edwardianischen Romanen, in denen zwar noch ein realistischer Stil gepflegt wird, aber durch kulturelle Vergleiche (bei Forster z. B. zwischen England und Italien) ein kritisches Licht auf die englische Gesellschaft geworfen wird.
Mit seiner Verarbeitung eigener touristischer Erlebnisse in Italien in Zimmer mit Aussicht steht E. M. Forster in einer Tradition von Autoren wie George Henry Borrow, Alexander Kingslake oder George Gissing, die ebenfalls ihre Reiseerfahrungen in literarischen Werken verarbeiten.

## Rezeption

### Rezeption bei Erscheinen
Nach dem Erscheinen des Romans gab es auch einige unfreundliche Kritiken, aber von der Mehrheit der Kritiker wurde das Buch freundlich aufgenommen. Dazu zählte auch Virginia Woolf, die den Roman im Times Literary Supplement am 22. Oktober 1908 rezensierte. Auch vom Publikum wurde und wird das Buch sehr geschätzt.

### Wirkungsgeschichte
Zimmer mit Aussicht ist ein beliebter Roman beim englischen Publikum. Der Roman wurde unter anderem ins Deutsche übersetzt und mehrfach verfilmt.

## Verfilmungen
Der Roman wurde im Jahr 1985 unter der Regie von James Ivory verfilmt. Als Schauspieler wirkten mit: Maggie Smith (als Charlotte Bartlett), Helena Bonham Carter (als Lucy Honeychurch), Denholm Elliott (als Mr. Emerson), Julian Sands (als George Emerson), Simon Callow (als Mr. Beebe), Judi Dench (als Eleanor Lavish) und Daniel Day-Lewis (als Cecil Vyse).
2007 gab es eine weitere Verfilmung des Romans durch die BBC, mit Nicholas Renton, Regie und Elaine Cassidy als Lucy Honeychurch, Rafe Spall als George Emerson, Laurence Fox als Cecil Vyse, Timothy Spall als George Emersons Vater,
Mark Williams als Mr. Beebe und Sophie Thompson als Charlotte Bartlett.

### Textausgaben
- A Room with a View. Edward Arnold, London 1908. (Erstausgabe)
- A Room with a View. Introduction by Malcolm Bradbury. Penguin Classics, New York 2000, ISBN 0-14-118329-2.
- Zimmer mit Aussicht. Eine Liebesgeschichte. Übersetzt von Werner Peterich. Nymphenburger, München 1986, ISBN 3-485-00942-3; Fischer Taschenbuch, Frankfurt am Main 2005, ISBN 3-596-15900-8.

### Hörbuch
- A Room with a View. Die englische Originalfassung ungekürzt. Audio-CD. Bertz + Fischer, Berlin 2009, ISBN 978-3-86505-558-3 (Hörbuch, gelesen von Wanda McCaddon).

### Sekundärliteratur
- David Bradshaw (Hrsg.): The Cambridge Companion to E. M. Forster. Cambridge University Press, Cambridge 2007, ISBN 978-0-521-54252-4.
- Mike Edwards: E. M. Forster: The Novels. Palgrave, Houndmills, Basingstoke 2002, ISBN 0-333-92254-9.